# Passo del Cimirlo
Il passo del Cimirlo è un valico che si trova a qualche chilometro di strada provinciale da Povo, Oltrecastello, presso la località di Celva. Esso raggiunge un'altitudine massima di 730 m s.l.m. e si trova a cavallo tra il monte Celva (996 m) e il massiccio della Marzola (1719 m). Importante era la sua posizione strategica durante la prima guerra mondiale, tant'è vero che il passo ospitava decine di trincee austro-ungariche tutt'oggi visibili. Comprende varie abitazioni per un totale di circa 150 abitanti.

## Geografia
Fa parte del comune di Trento, ed è posto a 730 m s.l.m. Il passo non ha corsi d'acqua e si trova nella valle delimitata dalla Marzola e dal monte Celva. Una strada carrozzabile sterrata, recentemente ripavimentata, consente di raggiungere il passo del Cimirlo anche da Roncogno. È consigliabile percorrerla però con automezzi adatti, essendo molto stretta e a tratti ripida oppure in mountain bike.
Al passo ci sono molte villette, un tempo utilizzate per le vacanze estive ma oggi abitate tutto l’anno. Dal passo molti sentieri segnati della Società Alpinisti Tridentini (SAT) consentono passeggiate ed escursioni nella zona. Per la salita alla Marzola (1719 m s.l.m.) si può raggiungere in automobile il rifugio Maranza, distante dal passo circa 6 chilometri, e da qui a piedi in vetta in circa 2 ore di cammino.
Una interessante passeggiata, molto breve, è la salita al Monte Celva, proprio sopra il passo. Oltre ad interessanti reperti e fortificazioni risalenti alla prima guerra mondiale, dalla sommità (1 ora di cammino dal passo) si può ammirare un panorama vastissimo sulla valle dell'Adige, sulla città di Trento e sulla piana del Perginese.

## Storia
Durante la "Grande Guerra", si prevedeva di combattere anche qui. Gli austro-ungarici hanno costruito in tutta la zona molte trincee e forti facenti parte delle Fortificazioni austriache al confine italiano (più nello specifico della Fortezza di Trento), il più importante dei quali si chiama forte Roncogno, è ancora visitabile e si trova ad una altitudine di 802 m.
Il Cimirlo, con la vicina Marzola faceva parte della linea di fortificazioni che doveva proteggere la città di Trento da eventuali intrusioni degli italiani provenienti dalla Valsugana e dall'Altipiano della Vigolana. Negli anni '50-'60 la zona del Cimirlo fu riscoperta da molti abitanti di Trento che qui hanno costruito decine di "villette" unifamiliari per trascorrervi le vacanze estive. Da qualche anno il Cimirlo è diventato di fatto una frazione di Povo e molte delle abitazioni esistenti sono abitate per tutto l'anno.
Subito a monte del passo, vicino al forte Roncogno, sulle pareti del monte Celva, esiste una frequentata palestra di arrampicata.

## Galleria d'immagini

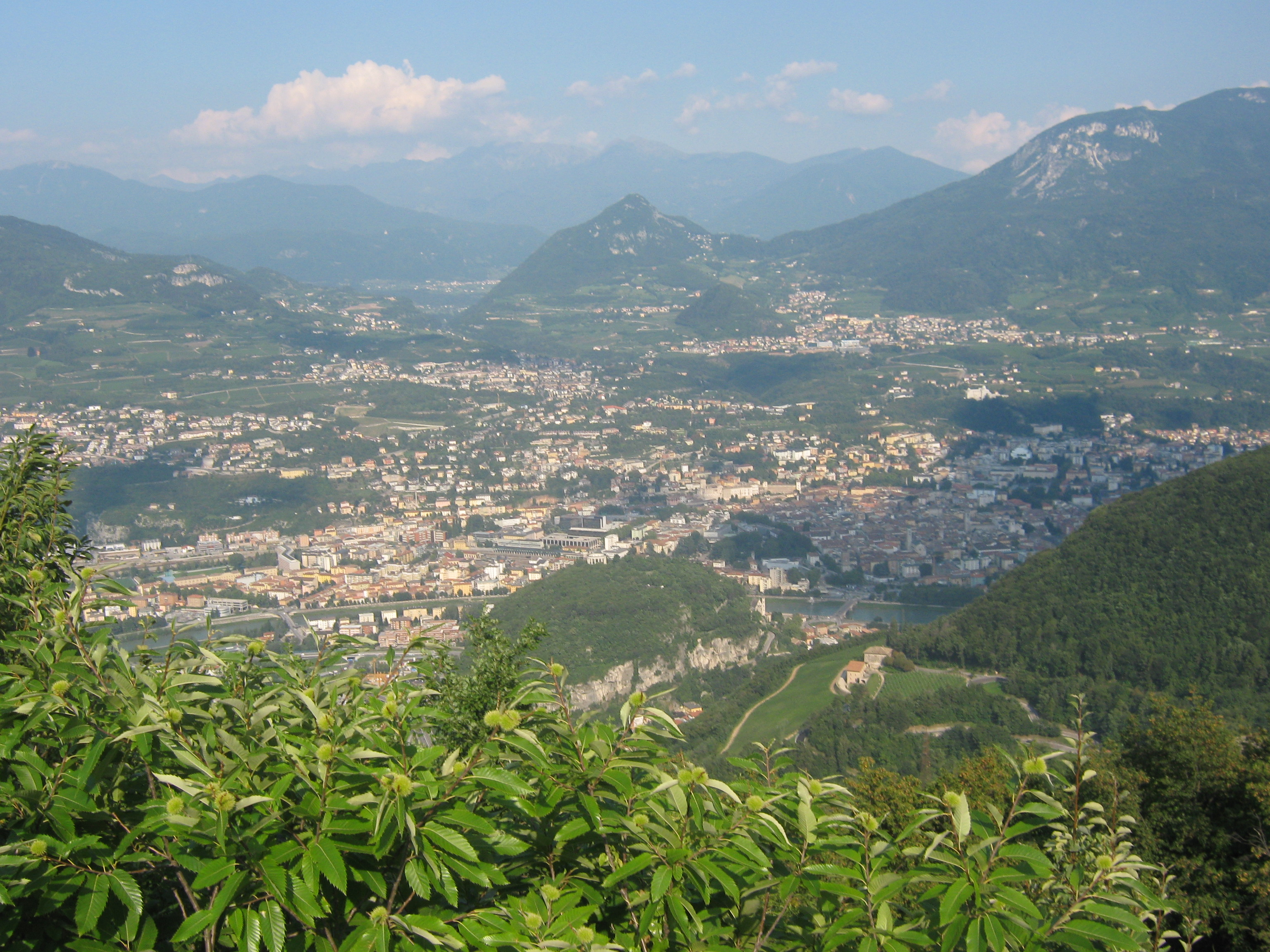
Sopra la città di Trento, il Cimirlo. Foto scattata dal Bondone.
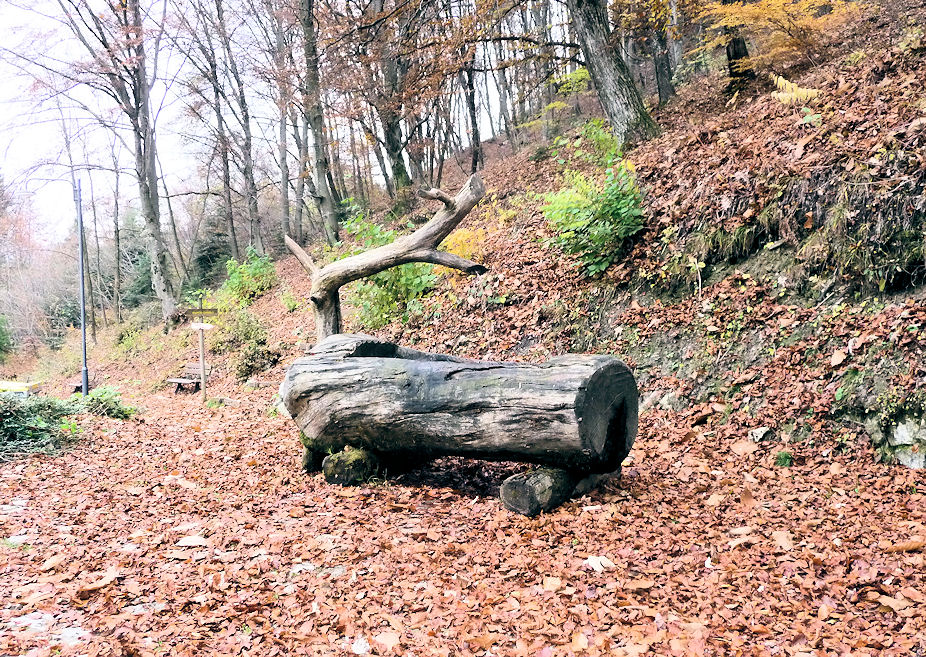
La vecchia fontanella
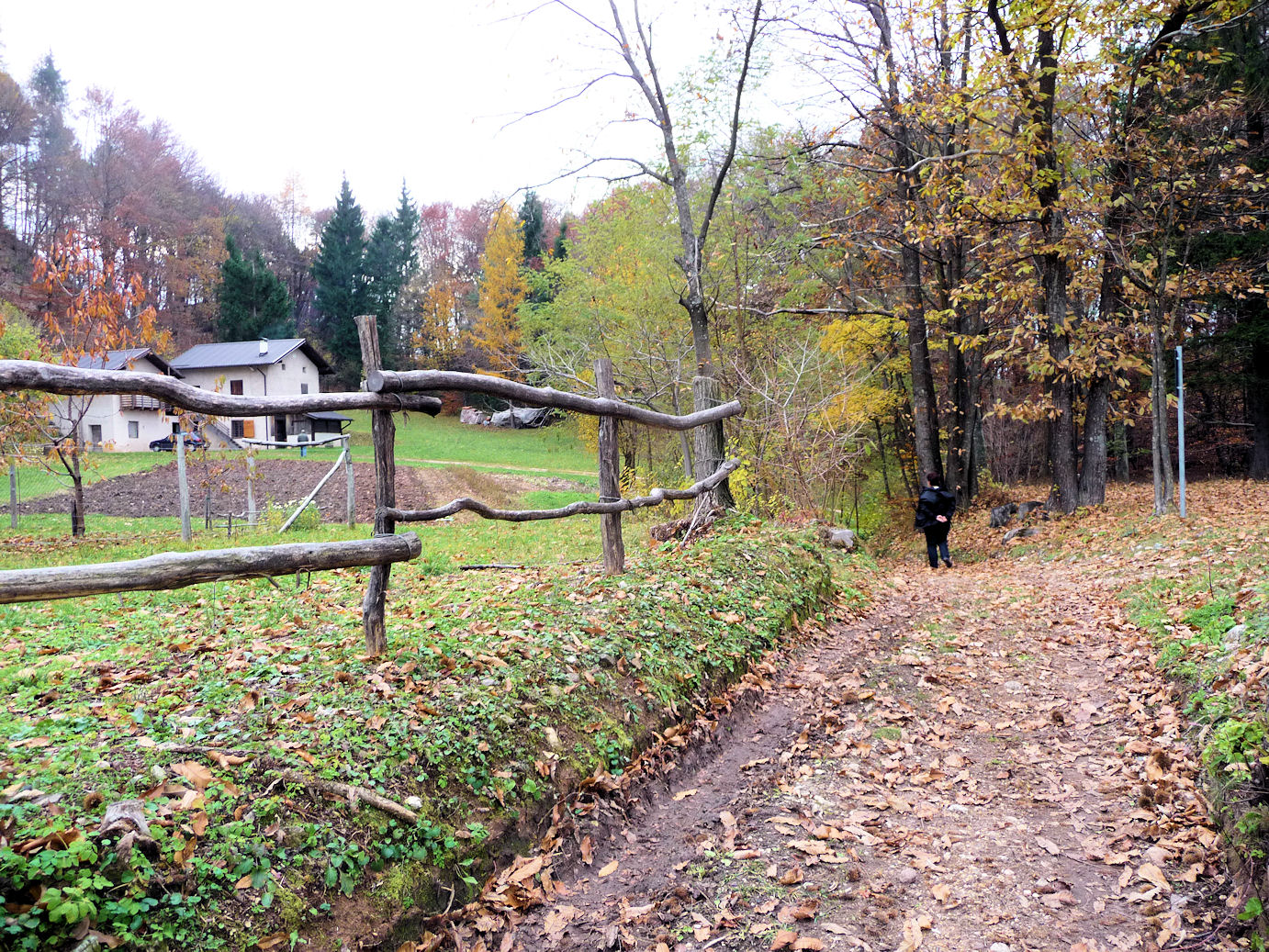
I prati delle "Casare"
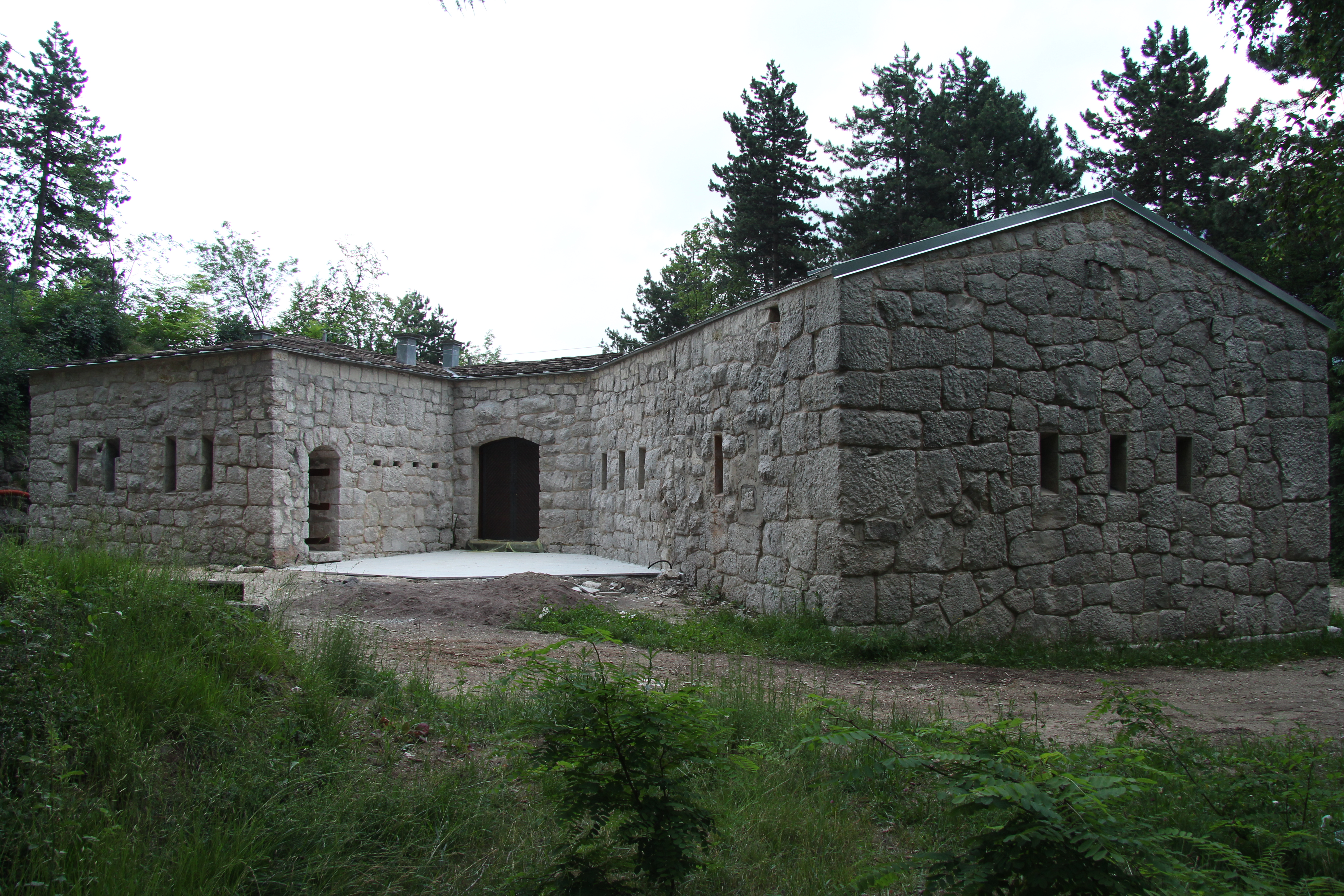
La batteria Roncogno, restaurato nel 2010